# Мост через реку Крка
Мост через реку Крка (хорв. Most Krka) — автодорожный железобетонный арочный мост через реку Крка между Скрадином и авторазвязкой Шибеника, Хорватия. Имеет две полосы движения в каждую сторону. Через мост проходит автомагистраль A1. Ограничение скорости движения автотранспорта по мосту составляет 100 км/ч.
Среди всех мостов на магистрали A1 мост через Крку имеет наибольшую длину основного пролёта, а во всей Хорватии пролёт этого моста занимает четвёртое место после двух арок Кркского моста (390 и 244 м) и Шибеникского моста (246 м).
Движение через мост регулярно рассчитывается компанией «Hrvatske autoceste», оператором магистрали A1, и публикуется государственной компанией «Hrvatske ceste». Среднегодовой ежедневный трафик через мост составляет 8811 автомобилей, средний ежедневный трафик летом — 19 707 автомобилей. Существенная разница между средним ежедневным потоком автомобилей за год средним ежедневным трафиком летом объясняется тем, что по мосту идёт значительный поток туристов к курортам Адриатического моря и Далмации. Уровень движения рассчитывается исходя из количество проданных билетов — движение по A1 платное.